# Yvandro Borges Sanches
Yvandro Borges Sanches (* 24. Mai 2004 in Luxemburg) ist ein luxemburgischer Fußballspieler. Er steht bei Heracles Almelo unter Vertrag und ist A-Nationalspieler Luxemburgs.

## Karriere

### Verein
Von RFC Union Luxemburg wechselte Borges Sanches zur Saison 2020/21 in das Nachwuchsleistungszentrum von Borussia Mönchengladbach. In seinem ersten Jahr gehörte der 16-Jährige den B1-Junioren (U17) an. Da die B-Junioren-Bundesliga aufgrund der COVID-19-Pandemie ab November 2020 nicht mehr fortgeführt wurde, kam er jedoch nur zweimal zum Einsatz. Zur Saison 2021/22 rückte der Flügelspieler zu den A-Junioren (U19) auf und war auf Anhieb Stammspieler in der A-Junioren-Bundesliga. Er kam in 15 von 16 Spielen zum Einsatz, stand 14-mal in der Startelf und erzielte 4 Tore. 
Im Dezember 2021 absolvierte der Luxemburger zudem für die zweite Mannschaft in der viertklassigen Regionalliga West sein erstes Vereinspflichtspiel im Herrenbereich. Zur Saison 2022/23 unterschrieb der 18-Jährige seinen ersten Profivertrag und rückte in den Profikader von Daniel Farke auf. Ende Juli wurde Borges Sanches in der 1. Hauptrunde des DFB-Pokals gegen den SV Oberachern (9:1) erstmals eingesetzt. Zu seinem Debüt in der Bundesliga kam der Flügelspieler am 11. September im Auswärtsspiel beim SC Freiburg (0:0), als er in der 82. Minute für Nathan Ngoumou eingewechselt wurde.
Im Januar 2024 verlängerte der Luxemburger seinen Vertrag bis zum 30. Juni 2026 und ließ sich dann in die niederländische Eredivisie an NEC Nijmegen verleihen. Dort absolvierte er in den ersten drei Monaten elf Pflichtspiele, zog mit dem Verein ins Pokalfinale ein und riss sich dann am 2. April im Ligaspiel gegen Fortuna Sittard (1:1) nach seiner Einwechslung das Kreuzband. Daraufhin wurde die Leihe vorzeitig beendet und Borges Sanches kehrte nach Mönchengladbach zurück.
In der Sommerpause 2025 wechselte er wieder in die Niederlande, nun fest zu Heracles Almelo. Er unterschrieb einen Vertrag für drei Saisons.

### Nationalmannschaft
Nach diversen Einsätzen in den Jugendauswahlen Luxemburgs debütierte Borges Sanches als 17-Jähriger zunächst am 4. Juni 2021 für die U-21-Auswahl gegen Montenegro, bevor er am 4. September 2021 beim WM-Qualifikationsspiel in Serbien (1:4) für die luxemburgische A-Nationalmannschaft in der Nachspielzeit für Sébastien Thill eingewechselt wurde. Am 7. September 2021 stand er dann in der Anfangsformation gegen Katar (1:1) und erzielte in der 31. Minute sein erstes Länderspieltor. Am 21. März 2024 scheiterte er mit Luxemburg in den Play-offs zur Europameisterschaft 2024 gegen Georgien (0:2).